# Paesana
Paesana (Paisan-a in piemontese, Paisana (pron. /paizano/) in occitano) è un comune italiano di 2 653 abitanti della provincia di Cuneo in Piemonte.
Articolata su due borghi distinti a cavallo del Po (Santa Margherita a destra e Santa Maria a sinistra del fiume), si trova nella omonima valle (Valle Po).

## Storia
Feudo dei marchesi di Saluzzo, fu contesa più volte dai Savoia, che la ottennero definitivamente nel 1601 con il trattato di Lione.
Il castello, del quale sopravvive solo qualche resto delle fondazioni e che svettava sopra la frazione Erasca, fu distrutto dai Francesi nel 1585.
Nel Cinquecento fu un importante centro di diffusione delle idee della Riforma, portate dai nuclei Valdesi giunti dalle vicine valli del Pellice e del Chisone.
Negli anni 1510-13 la marchesa di Saluzzo, Margherita di Foix-Candale, operò una lunga serie di repressioni contro le frazioni di Bioletto, Bietonetto, Croesio e Pratoguglielmo (ancora oggi portano il nome di origine valdese).
Il 1º agosto 1944, dopo vari avvertimenti alla popolazione da parte degli alti comandi nazifascisti, l'abitato fu oggetto di rappresaglia ed incendiato. Vennero sommariamente giustiziati alcuni partigiani e civili. Il ricordo di tali fatti è ancora vivo nella popolazione paesanese tanto che la sala consigliare del Comune di Paesana è intitolata a tale episodio. Sul territorio paesanese sono distribuite numerose lapidi alla memoria dei partigiani barbaramente uccisi durante il periodo della Guerra di Liberazione.
Sull'episodio dell'incendio di Paesana e, più in generale, sulla situazione della popolazione durante la Guerra di Liberazione, degne di menzione, insieme alle numerose fonti storiche, sono le pagine del diario del parroco del paese don Ghio poi raccolte nella stampa Pagine memorande di Storia pubblicata nel 2024 con il titolo L'incendio di Paesana. Diario di guerra di un parroco di montagna.
Tali testimonianze, in occasione della festività del 25 aprile, vengono lette dagli alunni delle scuole elementari e medie del paese.

### Simboli
Lo stemma e il gonfalone non risultano concessi con formale decreto e sono sommariamente descritti nello statuto comunale:
Stemma
Gonfalone

## Monumenti e luoghi d'interesse
- Chiesa parrocchiale di Santa Maria: eretta tra il 1767 e il 1783, sulla facciata presenta due statue in marmo (scuola lombarda del primo Cinquecento) raffiguranti il marchese di Saluzzo Ludovico II e un abate (forse l'abate di Staffarda). Lo stile barocco dell'interno e dell'esterno è impreziosito dagli affreschi del Borgna.
- Chiesa parrocchiale di Santa Margherita, all'ingresso di Paesana: edificio rinnovato in stile barocco, conserva al suo interno notevoli stucchi del Beltramelli, statue in legno dorato, alcuni dipinti de Giovanni Battista Arnaud e un quadro del Borgna e del Giacone raffigurante il Battesimo di Gesù (1876).
- Santuario della Madonna dell'Oriente: già citato in documenti del 1386, si trova risalendo il vallone del Croesio, lungo il confine con Sanfront. Edificio in stile tardo-settecentesco dedicato all'Annunziata, la tradizione vuole che sia sorto in riconoscenza alla Vergine per aver salvato un bambino dallo straripamento del Croesio.
- Bric Lombatera, nella zona di Pian Muné: sono qui presenti numerose incisioni rupestri del tipo "a coppelle", probabile testimonianza di un antico luogo di culto.
- Pian Muné: nata nel 1980, è la stazione sciistica più panoramica del saluzzese ed è posta a 1500 metri di altitudine. Mediante una seggiovia biposto si raggiungono i 1876 metri d'altitudine, mentre un lungo skilift permette di raggiungere il punto più alto della stazione, a 2070 metri d'altitudine.

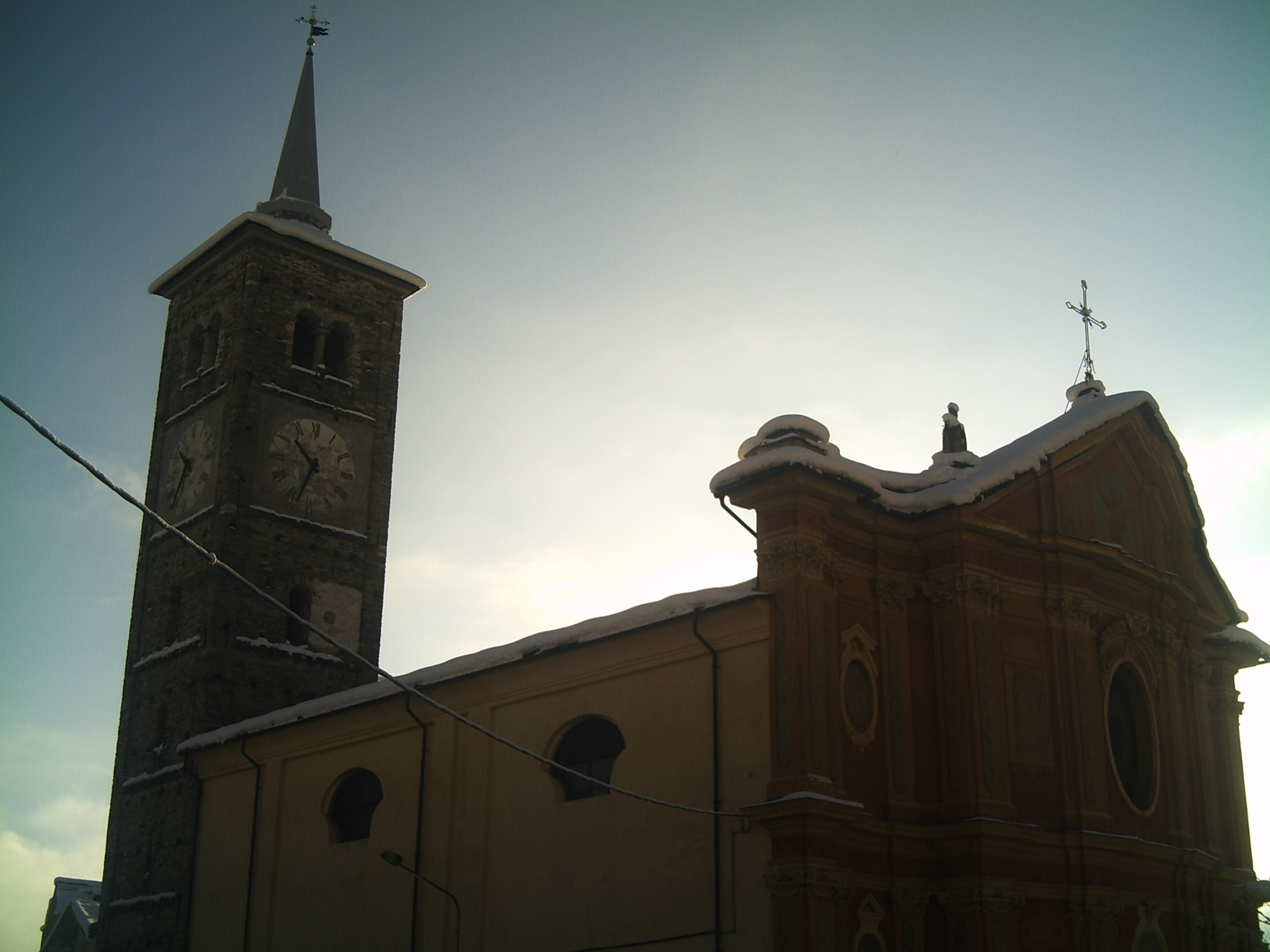
La chiesa parrocchiale di Santa Maria

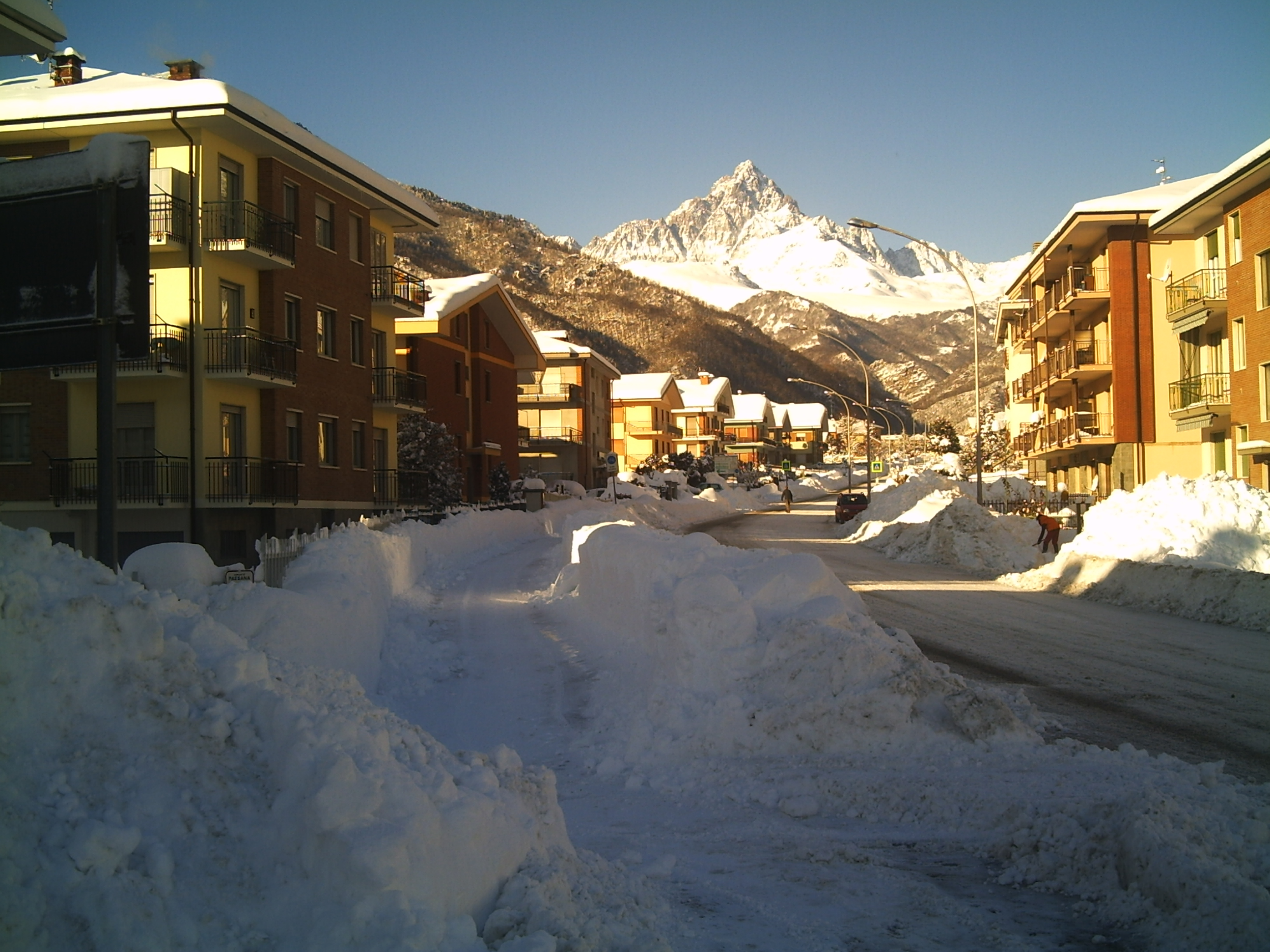
Il Monviso visto da via Crissolo a Paesana

## Società

### Evoluzione demografica
Abitanti censiti

### Etnie e minoranze straniere
Secondo i dati Istat al 31 dicembre 2017, i cittadini stranieri residenti a Paesana sono 152, così suddivisi per nazionalità, elencando per le presenze più significative:
1. Romania, 37
2. Marocco, 28
3. Bangladesh, 21

## Cultura

### Festività
Paesana presenta due santi patroni, legati alle due parti principali di cui è composto il comune:
- San Giuseppe, patrono della buona morte (seconda domenica di luglio) per la parrocchia di S. Margherita
- San Bernardo (la domenica più vicina al 20 agosto) per la parrocchia di Santa Maria

## Geografia antropica

### Frazioni
Paesana è tecnicamente un comune sparso, avendo varie frazioni ben distinte dall'agglomerato ove sorge la casa comunale:
- Ghisola, sulla strada che conduce a Crissolo. Conserva edifici dalle antiche forme rustiche, tra cui la casa a cinque arcate, detta "di re Desiderio". La tradizione, infatti, vuole che sia la casa dove il monarca si rifugiò per qualche tempo dopo la sconfitta da parte dei franchi di Carlo Magno.
- Calcinere: oltre Ghisola. L'ottocentesca chiesa parrocchiale di Sant'Antonio Abate è ornata da un portale rinascimentale e due sovrafinestre in marmo bianco ricavate da un'acquasantiera opera dello scultore Matteo Sanmicheli (prima metà del Cinquecento). Presso la frazione operò per secoli un'attività di estrazione di marmo bianco, che veniva venduto a Torino e in tutto il Piemonte; gli affari andarono però in crisi nel XIX secolo e portarono alla chiusura delle cave.
- Agliasco (m 970). La parrocchia di San Giacomo, di antica origine, reca sulla facciata un affresco raffigurante san Filippo e san Giacomo.

Croesio

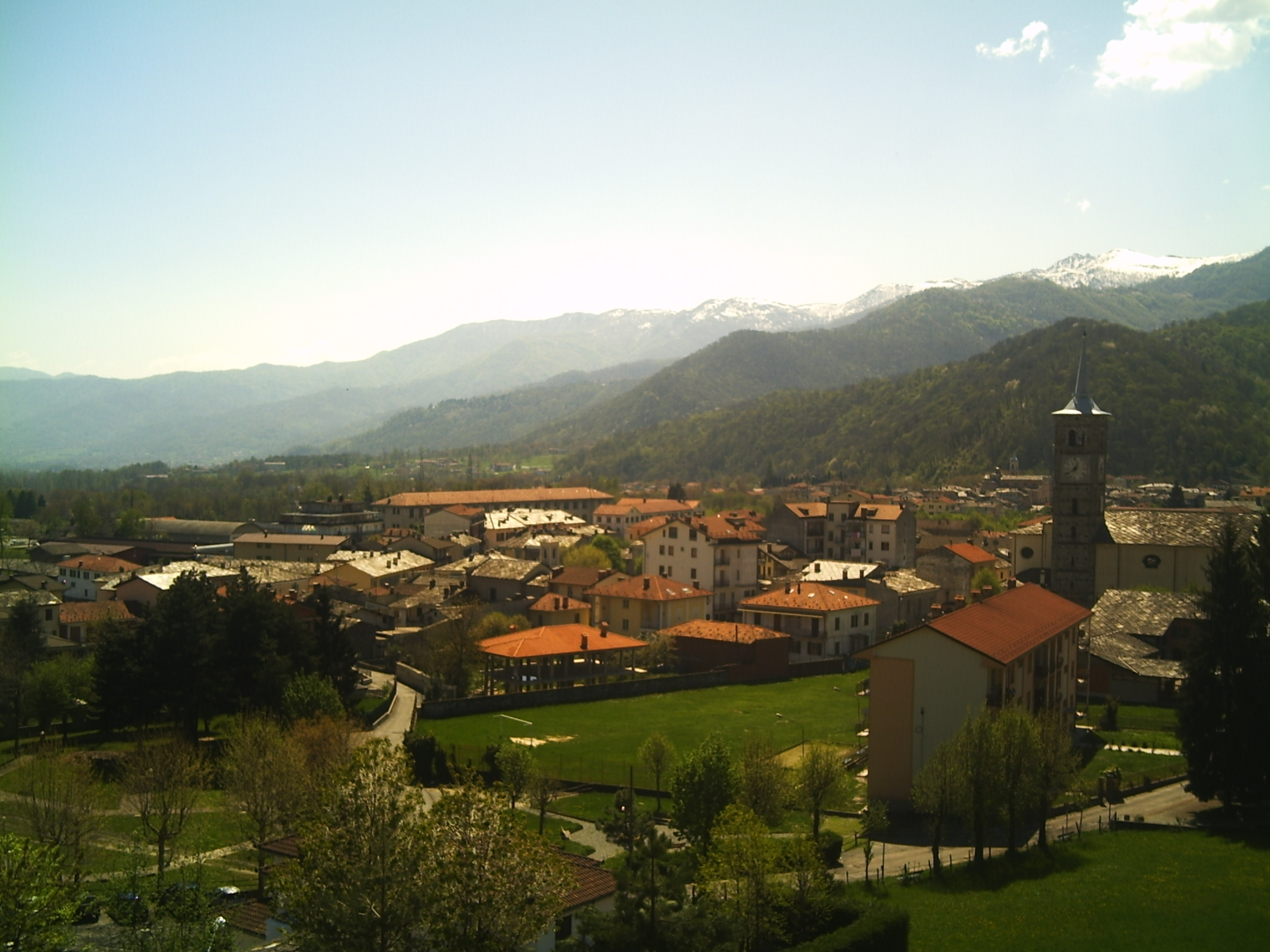
Paesana vista dalla collina di Agliasco

Altre frazioni del comune di Paesana, di minor importanza, sono:

Battagli (1,15 km), Borghini (3,89 km), Bossa (2,15 km), Cantone (1,58 km), Cascina Erasca (1,29 km), Croce (2,08 km), Croesio (3,12 km), Erasca (1,00 km), Ferrere (3,52 km), Gari (4,49 km), Lucchi (4,22 km), Morena (2,39 km), Pamparini (3,56 km), Pertus (5,80 km), Piana (3,56 km), Raina (1,96 km), Rocciaia (3,35 km), Roè (0,98 km), Ruata Bossa (1,18 km), San Lorenzo (3,80 km), Saretto (2,46 km).
Il numero in parentesi che segue ciascuna frazione indica la distanza dal municipio.

## Economia
Il paese ha ospitato una fabbrica tessile che ha dato lavoro a diverse generazioni di operai e operaie, diventando quindi uno dei principali motori dell'economia paesanese fino agli anni novanta, quando la fabbrica chiuse dopo una serie di cambi di gestione.

Dopo una decina di anni che la struttura è rimasta abbandonata, l'edificio è stato ristrutturato ed oggi ospita la sede della società Acqua Eva.
Numerosi artigiani sono presenti sul territorio.

## Infrastrutture e trasporti
Tra il 1905 e il 1935 il comune fu capolinea di una tranvia per Saluzzo.

## Amministrazione

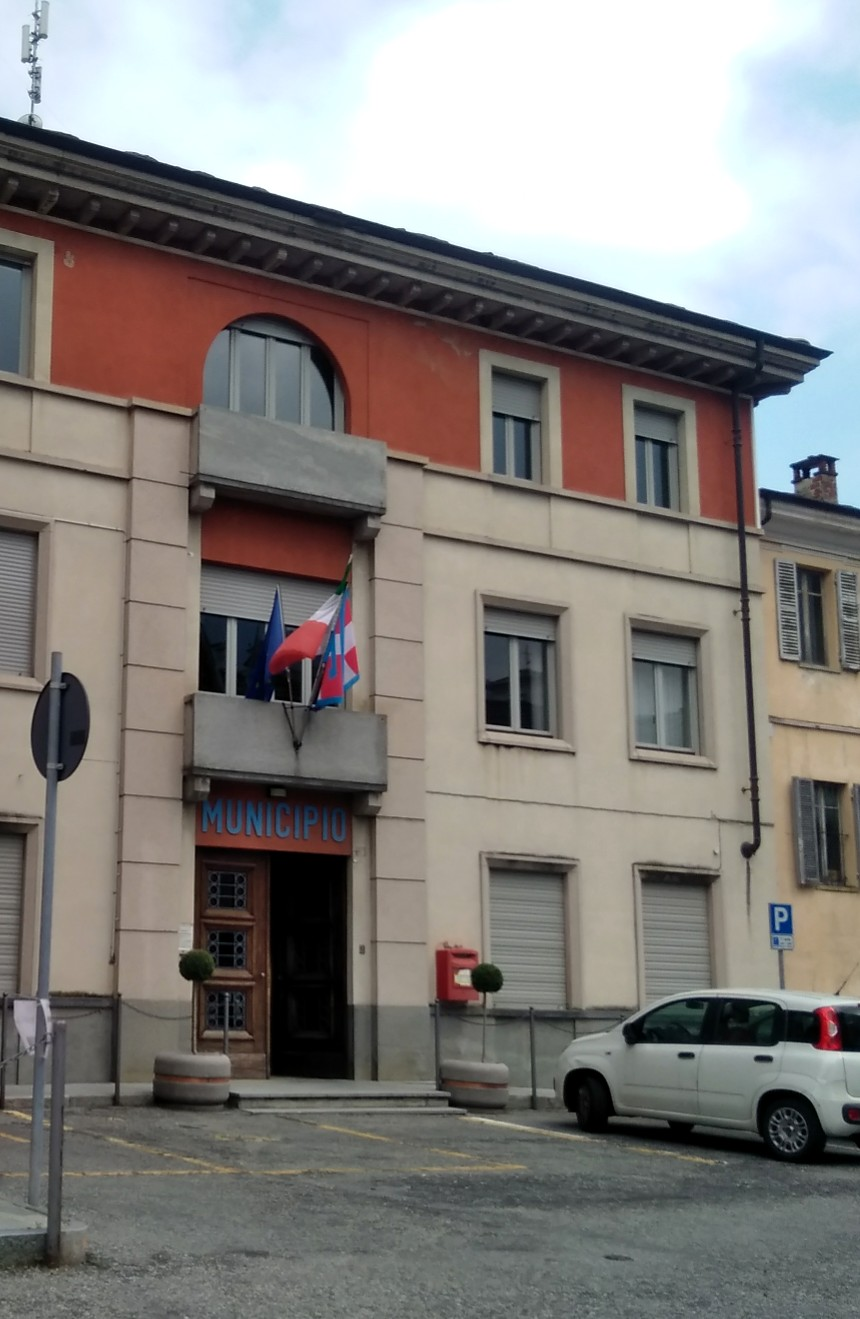
Il municipio

Di seguito è presentata una tabella relativa alle amministrazioni che si sono succedute in questo comune.
| Periodo        | Periodo        | Primo cittadino          | Partito                   | Carica              | Note   |
| -------------- | -------------- | ------------------------ | ------------------------- | ------------------- | ------ |
| 14 giugno 1985 | 25 maggio 1990 | Donato Pellizzeri        | Democrazia Cristiana      | Sindaco             | [ 10 ] |
| 25 maggio 1990 | 24 aprile 1995 | Giovanni Battista Mattio | -                         | Sindaco             | [ 10 ] |
| 24 aprile 1995 | 14 giugno 1999 | Oreste Garellis          | Partito Popolare Italiano | Sindaco             | [ 10 ] |
| 14 giugno 1999 | 20 marzo 2003  | Giovanni Battista Mattio | -                         | Sindaco             | [ 10 ] |
| 20 marzo 2003  | 14 giugno 2004 | Lorella Masoero          |                           | Comm. straordinario | [ 10 ] |
| 14 giugno 2004 | 8 giugno 2009  | Mario Anselmo            | lista civica              | Sindaco             | [ 10 ] |
| 8 giugno 2009  | 26 maggio 2014 | Mario Anselmo            | Lega Nord                 | Sindaco             | [ 10 ] |
| 26 maggio 2014 | 26 maggio 2019 | Mario Anselmo            | lista civica: alpes       | Sindaco             | [ 10 ] |
| 26 maggio 2019 | in carica      | Emanuele Vaudano         |                           | Sindaco             |        |

### Altre informazioni amministrative
Il comune faceva parte della Comunità montana Valli del Monviso.